# 开始推理吧
《開始推理吧》（英語：The Truth）是騰訊視頻於2022年推出的沉浸式劇情推理綜藝。節目固定成員為劉宇寧、白宇、金靖、周柯宇、迪麗熱巴、張凌赫。節目序篇於2022年5月27日播出，並於6月3日播出第一期；6月9日起在每週四、五及六晚上6點播出。週六晚上另播出案件追蹤，週日晚上則加更入住日記。

## 節目形式
- 本季將通過11周節目講述發生在海边的11號公寓裡發生的故事。
- 六位玩家將作為新住戶入住11號公寓，他們將被捲入各個離奇案件， 透過成立「公寓推理團」去到不同樓層結交不同老住戶，破解各自的身世之謎，探索案件背後的秘密。
- 整季节目由十个连环案件构成大故事，玩家每一次的推凶结果影响后续剧情，环环相扣[5]。
- 前六案將每周解鎖一位新住戶的故事，新老住戶之間錯綜複雜的關係也將浮出水面。
- 從第七案開始所有故事線交織融合，隨著真相層層揭開，新住戶們的每一個選擇將影響故事的發展方向和最終結局。
- 每個案件中，推理團需在案發現場找到死者身分，並根據線索鎖定相關嫌疑人，在推理團中也有可能藏著嫌疑人。召集嫌疑人後，推理團（可能会插入一到两个的飞行成员）將對他們進行詢問，並根據證詞再次推理，最後投票鎖定真凶，只有找到真正的兇手，玩家才算獲勝。投票正確的玩家可以獲得一把金鑰匙（无论推理是否成功）；若玩家為兇手順利逃脫獲得一把金鑰匙。（第五案由于有人巡逻，不能到物业室，推理团在地询问嫌疑人。）

## 節目成員

### 推理團成員
推理團名為「白宋1郭周劉1酷」（后面为白宋1郭周刘1苦），成員為六位固定嘉賓，擁有兇手投票權，按年齡順序排列。
| 姓名   | 出生日期              | 角色姓名       | 角色職業       | 案件嫌疑人  | 金鑰匙數量 |
| ------ | --------------------- | -------------- | -------------- | ----------- | ---------- |
| 劉宇寧 | 1990年1月8日（34歲）  | 劉下來(曹月光) | 寵物寄養師     | 2、9、10    | 6          |
| 白宇   | 1990年4月8日（34歲）  | 白三碗         | 麵館老闆       | 1、9、10    | 5          |
| 周深   | 1992年9月29日（31歲） | 周可可／周嫑嫑 | 創意巧克力大師 | 5、9、10    | 4          |
| 郭麒麟 | 1996年2月8日（28歲）  | 郭包佑         | 推理小說家     | 1、3、9、10 | 6          |
| 宋祖兒 | 1998年5月23日（26歲） | 宋漂亮         | 手工達人       | 6、9、10    | 4          |
| 周柯宇 | 2002年5月17日（22歲） | 柯務酷／柯五苦 | 自由職業       | 4、9、10    | 6          |

### 擁有投票权的飛行嘉賓
部分劇情中的非玩家角色擁有投票權，在此按飛行嘉賓計算。
| 姓名   | 出生日期               | 角色姓名         | 角色職業         | 參與案件 | 金鑰匙數量 |
| ------ | ---------------------- | ---------------- | ---------------- | -------- | ---------- |
| 沈騰   | 1979年10月23日（44歲） | 騰中介（萧腾腾） | 租房中介         | 1        | 1          |
| 趙麗穎 | 1987年10月16日（36歲） | 趙不到           | 學生             | 6        | 1          |
| 翟瀟聞 | 1999年5月28日（24歲）  | 小聞             | 保安             | 7-8      | 0          |
| 何運晨 |                        | 小何(推能查)     | 推會查偵探社偵探 | 9        | 0          |

### 住戶與非玩家角色
| 樓層 | 房間           | 扮演者姓名 | 角色姓名         | 角色身份                      | 參與案件         | 備注                       |
| ---- | -------------- | ---------- | ---------------- | ----------------------------- | ---------------- | -------------------------- |
| 9    | 901-903        | 閻鶴祥     | 具養生(郭巴)     | 網絡直播主                    | 第三案           | 郭包佑的父親               |
| 9    | 901-903        | 周九良     | 具文藝           | 網絡直播主                    | 第三案           |                            |
| 9    | 901-903        | 蔣依依     | 具幸運           | 網絡直播主                    | 第三案           | 第七案为蒋幸运             |
| 9    |                |            | 南画家           | 画家                          | 第七-八案        | 密道連接花房和推多書書店   |
| 8    | —              | 毛曉彤     | 偵偵             | 偵偵劇院老闆                  | 第一案           | 佳佳的姐姐 白三碗的女友    |
| 8    | —              | 毛曉彤     | 佳佳             | 偵偵劇院員工                  | 第一案           | 偵偵的妹妹                 |
| 7    | 701            | 孫斌       | 贏管家(具想贏)   | 巨好家庭直播間老闆            | 第三案           | 具太太的丈夫               |
| 7    | 701            | 張鶴倫     | 具成功           | 網絡直播主                    | 第三案           |                            |
| 7    | 701            | 李雪琴     | 具太太           | 網絡直播主                    | 第三案           | 具想贏的妻子               |
| 7    | 702            | 周深       | 周可可／周嫑嫑   | 創意巧克力大師                | 参与全案         | 白三碗的舅舅 （小鹅）      |
| 7    | 703            | 曹恩齊     | 曹陽光           | 學生                          | 第一、九-十案    | 劉下來養母之子             |
| 7    | 703            | 泮李彤     | 小静             |                               |                  |                            |
| 7    | 703            | 林榃       | 曹爸爸           | 推多書書店老闆                | 第九-十案        | 劉下來的養父 曹陽光的父親  |
| 7    | 推多書書店     | 林榃       | 曹爸爸           | 推多書書店老闆                | 第七-八、九-十案 | 密道連接花房和南畫家房間   |
| 6    | 601            | 郝瀚       | 郝保潔(劉下郝)   | 保潔                          | 第二、四案       | 劉下來的哥哥               |
| 6    | 602            | 白宇       | 白三碗           | 麵館老闆                      | 参与全案         | 周可可的外甥               |
| 6    | 605            | 宋祖兒     | 宋漂亮           | 手工達人                      | 参与全案         |                            |
| 6    | 608            | 郭麒麟     | 郭包佑           | 推理小說家                    | 参与全案         |                            |
| 6    | 610            | 孟子義     | 賈小美           |                               | 第二案           |                            |
| 6    | 610            | 孟子義     | 房小美           | 网红博主                      | 第二案           | 曹月光的女友               |
| 5    | 501 穿搭工作室 | 孟子義     | 房小美           |                               | 第二案           |                            |
| 5    | 509            | 周泽恒     | 樓老師           | 鋼琴老師                      | 第九-十案        |                            |
| 5    | 509            | 王军       | 樓媽媽           | 幸福之家孤儿院长              | 第九-十案        |                            |
| 4    | 401            | 劉宇寧     | 劉下來(曹月光)   | 寵物寄養師                    | 参与全案         | 郝保潔的弟弟               |
| 4    | 406            | 周柯宇     | 柯務酷／柯五苦   | 自由職業                      | 参与全案         | 菲老闆的小叔子             |
| 4    | 408 幸福之家   | 王军       | 樓媽媽           | 幸福之家孤儿院长              |                  |                            |
| 4    | 408 幸福之家   | 祝绪丹     | 爆姐             | 记者                          | 第八案           |                            |
| 4    | 408 幸福之家   | 周深       | 周可可           | 巧克力大师                    | 参与全案         |                            |
| 3    | —              | —          | —                | —                             | —                | —                          |
| 2    | 201            | 辛雲來     | 來玩偶           | 人生玩偶館老闆                | 第六、七案       | 宋漂亮前男友               |
| 2    | 205            | 沈騰       | 騰中介（萧腾腾） | 租房中介                      | 第一、九案       |                            |
| 2    | 206            | 周英俊     | 蕭扒妹           | 自媒體記者                    | 第七-八案        | 騰中介的妹妹               |
| 1    | 接待大廳       | 接待大廳   | 接待大廳         | 接待大廳                      | 接待大廳         | 接待大廳                   |
| B1   | 物業 辦公室    | 閆嘉東     | 沈副經理         | 物業副經理                    | 第四案           |                            |
| B1   | 物業 辦公室    | 沈騰       | 騰中介           | 租房中介                      | 第一、九案       |                            |
| B1   | 物業 辦公室    | 許天奇     | 許中介           | 租房中介                      | 第四案           |                            |
| B1   | 物業 辦公室    | 何運晨     | 小何(推能查)     | 前台                          | 参与全案         | 協助推理团（推会查的儿子） |
| B1   | 物業 辦公室    | 翟瀟聞     | 小聞             | 保安                          | 第七-八案        | 负责物业监控室             |
| B1   | 物業 辦公室    | 石凱       | 小凱             | 保安                          | 第九-十案        | 柯五苦的朋友               |
| B1   | 物業 辦公室    | 郝瀚       | 郝保潔(劉下郝)   | 保潔                          | 第二、四案       | 劉下來的哥哥               |
| B1   | 出洋巷         | 蔡明       | 蔡大姐           | 菲毛腳洗腳城清潔工 出洋巷居民 | 第五案           | 白三碗的外婆 李大爺的元配  |
| B1   | 出洋巷         | 楊魏玲花   | 花大姐           | 出洋巷歌舞廳老闆              | 第五案           |                            |
| B1   | 出洋巷         | 曾毅       | 曾大爺           | 出洋巷歌舞廳老闆              | 第五案           | 周可可的舅舅               |
| B1   | B101           | 高亞麟     | 李大爺           | 貓貓人偶扮演者                | 第五案           | 周可可的父親 白三碗的外公  |
| B1   | B101           | 石凱       | 小凱             | 保安                          | 第九-十案        | 柯五苦的朋友               |
| B1   | B105           | 徐振軒     |                  | 電玩城老闆                    |                  |                            |
| B1   | B129           | 李菲兒     | 菲老闆           | 菲毛腳洗腳城老闆              | 第四案           | 柯務酷的嫂子               |
| 訪客 | 訪客           | 宋元明     | 宋編劇           | 編劇                          | 第一案           |                            |
| 訪客 | 訪客           | 張珹朗     | 張替身           | 替身演員                      | 第二案           |                            |
| 訪客 | 訪客           | 趙麗穎     | 趙不到           | 學生                          | 第六案           |                            |
| 訪客 | 訪客           | 熊曉雯     | 趙媽媽           | 畫家                          | 第六案           | 趙不到的媽媽               |
| 訪客 | 訪客           | 張藝凡     | 張歌手           | 偶像團體歌手                  | 第六案           |                            |
| 訪客 | 訪客           | 祝緒丹     | 爆姐             | 自媒體記者                    | 第八案           |                            |
| 訪客 | 訪客           | 陸思恆     | 南粉絲           |                               | 第八案           |                            |
| 訪客 | 訪客           | 吳英哲     | 吳經紀           | 經紀人                        | 第八案           |                            |
| 訪客 | 訪客           | 蔣依依     | 蔣幸運           |                               | 第八案           | 第三案为具幸运             |
| 訪客 | 訪客           | —          | 宋货             | 快递小哥                      | 第二案的受害者   |                            |
| 訪客 | 訪客           | —          | 杨助理           | 玩偶馆的助理                  | 第六案的受害者   |                            |
| 訪客 | 訪客           | 范薇       | 小闹             |                               |                  |                            |

## 節目內容
| 案件   | 主题          | 播出日期 （2022年）             | 嘉賓                                      | 受害者              | 嫌疑人                                                          | 真凶           | 最终结果 | 备注   |
| ------ | ------------- | ------------------------------- | ----------------------------------------- | ------------------- | --------------------------------------------------------------- | -------------- | --- | ------ |
| 序     | 先导片        | 5月27日                         | 沈騰 毛曉彤 宋元明 曹恩齊                 | 不適用              | 不適用                                                          | 不適用         | 不適用 | [ 10 ] |
| 第一案 | 真假愛情      | 6月3日 （第1－3期）             | 沈騰 毛曉彤 宋元明 曹恩齊                 | 偵偵                | 白三碗 郭包佑 騰中介 宋編劇 曹陽光 佳佳                         | 宋編劇         | 推理成功 白三碗投佳佳； 宋漂亮投郭包佑； 其餘成員及騰中介投宋編劇                                                                 | [ 11 ] |
| 第二案 | 神秘房客      | 6月9-11日 （第4－6期）          | 孟子義 張珹朗                             | 宋貨                | 賈小美 郝保潔 劉下來 房小美 張替身                              | 賈小美         | 推理成功 全員投賈小美 | [ 12 ] |
| 第三案 | 巨好家庭      | 6月16-18日 （第7－9期）         | 閻鶴祥 張鶴倫 周九良 李雪琴 蔣依依        | 贏管家              | 具成功 具太太 具幸運 具文藝 具養生 郭包佑                       | 具太太         | 推理失敗 白三碗投具太太； 柯務酷投具養生； 其餘成員投具文藝                                                                       | [ 13 ] |
| 第四案 | 非常打工人    | 6月23-25日 （第10－12期）       | 李菲兒 許天奇 閆嘉東                      | 付副經理            | 許中介 郝保潔 沈副經理 菲老板 柯務酷                            | 柯務酷         | 推理失敗 郭包佑投柯務酷； 其餘成員投許中介                                                                                        | [ 14 ] |
| 第五案 | 忘不了出洋巷  | 6月30日 7月1-2日 （第13－15期） | 蔡明 高亞麟 曾毅 楊魏玲花                 | 老王（小王） 小小汪 | 蔡大姐 李大爺 花大姐 曾大爺 周可可                              | 曾大爺         | 推理成功 全員投曾大爺 | [ 15 ] |
| 第六案 | 人生玩偶館    | 7月7-9日 （第16－18期）         | 趙麗穎 張藝凡 熊曉雯 辛雲來               | 楊助理              | 宋漂亮 張歌手 趙媽媽 來玩偶                                     | 趙媽媽         | 平票 白三碗、宋漂亮、趙不到投趙媽媽； 劉下來、郭包佑、柯五苦投張歌手； 周可可投來玩偶                                             | [ 15 ] |
| 第七案 | 消失的女人Ⅰ   | 7月14-16日 （第19－21期）       | 辛雲來 翟瀟聞 周英俊                      | 蕭扒妹（7月16日）   | 爆姐 南粉絲 蔣幸運 吳經紀                                       | 爆姐           | 推理失敗 白三碗、周可可、小聞投南粉絲； 郭包佑、宋漂亮投蔣幸運； 劉下來、柯五苦投爆姐                                             | [ 16 ] |
| 第八案 | 消失的女人Ⅱ   | 7月21-23日 (第22 - 24期)        | 翟瀟聞 周英俊 祝绪丹 吴英哲 蔣依依 陸思恆 | 蕭扒妹（7月16日）   | 爆姐 南粉絲 蔣幸運 吳經紀                                       | 爆姐           | 推理失敗 白三碗、周可可、小聞投南粉絲； 郭包佑、宋漂亮投蔣幸運； 劉下來、柯五苦投爆姐                                             | [ 16 ] |
| 第九案 | 大楼里的哭声Ⅰ | 7月28-30日 (第25 - 27期)        | 沈腾 曹恩齊 石凱                          | 腾中介              | 曹阳光 小闹 小凯 小静 白三碗 刘下来 宋漂亮 郭包祐 柯五苦 周可可 | 曹陽光         | 推理成功 小何投曹爸爸 柯五苦投曹陽光、曹爸爸； 其餘成員投曹陽光                                                                   | [ 17 ] |
| 第十案 | 大楼里的哭声Ⅱ | 8月4-6日 (第28 - 30期)          | 曹恩齊 石凱                               | 曹爸爸 曹陽光 小凱  | 白三碗 刘下来 宋漂亮 郭包祐 柯五苦 周可可 爆姐                  | 周可可（小鹅） | 平票 白三碗、宋漂亮、周可可投劉下來； 劉下來、郭包佑、柯五苦投周可可 最终温暖结局：除了周可可，其他人穿越2019年遇到小鹅（周可可） | [ 17 ] |

## 花絮
六位嘉宾的姓名组成“白宋1郭周刘1酷”组合（谐音：“白送一锅粥，流一裤”），其後因柯務酷入獄，更名「白宋1郭周劉1苦」。
製作班底為《明星大偵探1-6季》《密室大逃脫1-3季》製作人何忱帶領其團隊「小盒子工作室」成員離職芒果TV後，創立的「偵偵日上」公司，此乃其創立公司後所製作的第一檔綜藝。
11號公寓原係山東煙臺一處廢棄建築，節目組發現其奇特的外貌，實地探查後，便用於作為節目場地，並進行大規模裝修，本節目的第一、二案皆在此錄製，但因新冠疫情影響，無法再於此錄製節目，節目組便轉趨湖南長沙租借場地以錄製後續幾案，其中第三案具家樓上原有一密道，可惜因場地搬遷，無法於節目中呈現。在第七案中，三楼平台的本来实景也改成了迷你棚景。
周嫑嫑诞生记：周嫑嫑（biáo）是一只丑萌的玩偶，最初由周深设计，然后和节目组共同创作出来的。设计初衷是为了表达周可可的双面性格，周嫑嫑存在的目的是保护周可可不被伤害，其原型是周可可和妈妈第一次共同做巧克力时候用的那个锅子
。
推理團中諸多角色，是嘉賓和節目組討論後共創的結果，但白三碗則是由白宇出品，該角色原為車神級別的摩托車賽車手，退隱後隱姓埋名開起麵館，三碗是他人為他起的暱稱，並非本名，此暱稱來源於他每天只做三碗麵。

## 反响
节目刚播出时，反响平平，但之後卻呈現越来越好的趨勢，节目播出三期后，有评论认为“常驻嘉宾的默契在增加、互动更自然，但《开始推理吧》还是有不小的进步空间。”及至播出第七期时，已上升至猫眼全网综艺热度总榜第3位。到节目结束时，已经有十几天位列猫眼网络综艺热度日榜冠军（综艺总榜前2），同时位列腾讯视频综艺热播排行榜总榜第二位（仅次于国民综艺《奔跑吧 (第十季)》），网络综艺第一位。Vlinkage网络播放指数也上升至首位。
腾讯视频发布了“爆款俱乐部”的名单，《开始推理吧》以开播45天热度值持续在1.5万以上，峰值突破1.9万，腾讯综艺用户黏性TOP1的成绩顺利进入该名单。此外，48次登顶骨朵、艺恩、云合、Vlinkage、猫眼、灯塔等行业榜单，其中猫眼累计17次斩获网络综艺全网热度TOP1、连续4周网综热度周榜TOP3。
根据云合数据，《开始推理吧》2022年播放量3.8亿，位居网络综艺年榜第13位。

## 外部連結
- 官方网站
- 开始推理吧的新浪微博
- 豆瓣电影上《开始推理吧》的資料 （简体中文）